# Aleksandar Ivović
Aleksandar Ivović (Baošići, 24. veljače 1986.), crnogorski vaterpolist, igrač Pro Recca i crnogorske reprezentacije. Bio je najbolji strijelac prve sezone JVL-e 2008./09., kao i sezona 2009./10. i 2012./13. Igrao je za Jadran HN, zatim je prešao u Pro Recco, a igrač dubrovačkog Juga bio je u sezoni 2012./13. Bio je ponajbolji Jugov igrač i strijelac. S Jugom je osvojio naslov hrvatskog prvaka. Nakon jedne sezone u Jugu vratio se u Pro Recco. S reprezentacijom je osvojio EP 2008. i SL 2009. Visok je 197 cm i težak 105 kg. S postignutih 20 pogodaka uz Hrvata Sandra Sukna bio je najbolji strijelac Svjetskog prvenstva u vaterpolu 2013. na kojem je Crna Gora osvojila srebro.